# Kulina jezik
Kulina jezik (ISO 639-3: cul; corina, culina, kulína, kulyna, madihá, madija), jezik Kulina Indijanaca iz brazilske države Acre i Amazonas gdje ga govori 2540 ljudi (2002 ISA) i 400 u Peruu (2002 Boyer), na gornjem toku rijeke Purus i Santa Rosa.
U Peruu Kulina zajednica ima vrlo malo kontakta s govornicima španjolskog. Ponekad ih posjete brazilski trgovci. Postoje dvije dvojezične škole s tri nastavnika. U Brazilu žive na rezervatima Terra Indígena Jaminawa/Elvira, Terra Indígena Kaxinawá, Terra Indígena Kulina do Igarapé i Kulina do Rio Envira. Kao Dení i Madi, Kulina su poluasimilirani. U najudaljenijim selima u džungli Kulina još uvijek govore svoj jezik kao prvi jezik, no portugalski je još uvijek dominantan u gradovima. Potencijalno je ugrožen jezik.

## Vanjske poveznice
- Ethnologue (14th) (engl.)
- Ethnologue (15th) (engl.)